# Corlier
Corlier är en kommun i departementet Ain i regionen Auvergne-Rhône-Alpes i östra Frankrike. Kommunen ligger  i kantonen Hauteville-Lompnes som ligger i arrondissementet Belley. Kommunens areal är 5,45 km². År 2022 hade Corlier 116 invånare.

## Befolkningsutveckling
Antalet invånare i kommunen Corlier
Referens: INSEE